# Королівська змія гірська
Королівська змія гірська (Lampropeltis pyromelana) — неотруйна змія з роду королівських змій родини вужевіевих. Має 3 підвиди. Інша назва «аризонська королівська змія».

## Опис
Загальна довжина коливається від 50 см до 1 м. Голова коротка, дещо закруглена. Тулуб тонкий та стрункий. Голова зверху чорна, іноді над її очима є червоні плями, кінчик носа білий або жовтуватий. На тулубі присутній триколірний малюнок з червоних, чорних і жовтих (іноді білих) смуг. На спині чорний колір частково заходить на червоні смуги. На череві окремі блоки червоного, чорного і жовтого пігменту розподілені випадковим чином, утворюючи індивідуальний візерунок.

## Спосіб життя
Полюбляє гірські місцини, хвойні ліси на кам'янистих ґрунтах. Зустрічається до висоти 3000 м над рівнем моря. Харчується ящірками та гризунами.
Це яйцекладна змія. Самиця відкладає до 15 яєць.

## Розповсюдження
Мешкає у центральній та південно-східній Аризоні (США), через північ Мексики до Чіуауа й Сонори.

## Підвиди
- Lampropeltis pyromelana infralabialis
- Lampropeltis pyromelana knoblochi
- Lampropeltis pyromelana pyromelana